# Carmen Caballero Camarillo
Carmen Caballero Camarillo (Acatlán de Osorio, Puebla, 13 de enero de 1911-7 de marzo de 1991), también conocida como Carmen Caballero de Cortés, fue una profesora, política y activista mexicana a favor de los derechos políticos de las mujeres, formando parte de la generación que logró el voto femenino en México. Fue regidora del Ayuntamiento del municipio de Puebla, Diputada del Congreso del Estado de Puebla y la primera mujer en ejercer el cargo de la presidencia municipal en Tetela de Ocampo.

## Biografía

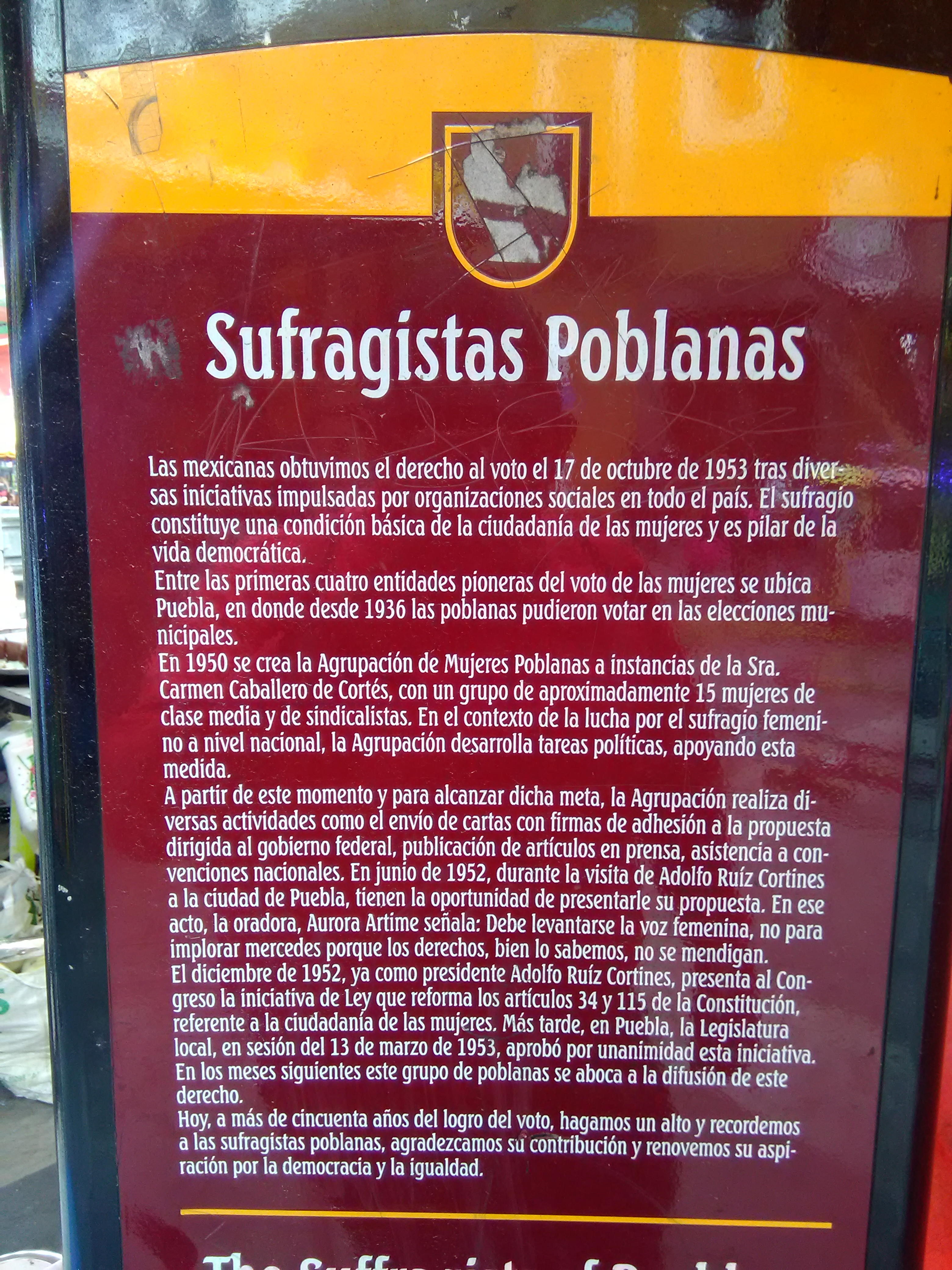
Placa en honor de las Sufragistas poblanas en la ciudad de Puebla.

Hija de Concepción Camarillo Basaura y del General Revolucionario Napoleón Caballero Ibarra, Carmen Caballero Camarillo nació en Puebla, en el municipio de Acatlán de Osorio. Estudió en el Instituto Normal del Estado en donde, posteriormente, egresó como profesora de Educación primaria y superior. Siendo aún estudiante, comenzó a interesarse por defender la causa de las mujeres y la infancia. 
En 1936 fue nombrada Directora de la escuela oficial de la localidad poblaba de Zacapoaxtla, cargo que desempeñó hasta 1937, cuando ocupó la dirección de la escuela oficial Benito Juárez de la población de Tetela de Ocampo.
En 1951 fundó la Agrupación Civil de Mujeres Poblanas de la que fue su presidenta, con el lema "La superación de la mujer y el niño", fue meta de sus acciones.
Juntó con un grupo de profesoras y otras mujeres poblanas, recorrió el interior del estado para formar el sector femenil del único partido político en ese entonces, el Partido Revolucionario Institucional (PRI). Fue la primera dirigente de esta agrupación y, desde ahí, convocó a unirse a mujeres de todas las clases sociales.
Fue durante años la Seceraria de la Directiva Estatal de la Organización de las Naciones Unidas (ONU) constituida en Puebla.

## Derecho al voto de las mujeres
En 1952, durante la visita del candidato presidencial Adolfo Ruiz Cortines a Puebla, Caballero participó en el mitin con un discurso histórico en donde habló de la reivindicación de los derechos cívicos de las mujeres y exigiendo al candidato que se reconociera el derecho al voto de las mujeres. Posteriormente, en agosto de 1953, participó en la Asamblea Nacional Femenil del PRI, siendo meses después lograda la histórica reforma del 17 de octubre de 1953 en la que por primera vez las mujeres mexicanas obtuvieron el derecho al voto universal en todas las elecciones.
Junto con Margarita García Flores, representando al estado de Nuevo León, y Martha Andrade del Rosal, representando a la Ciudad de México, llegó a reunir a veinte mil mujeres en torno a la lucha sufragista, así como también la búsqueda de los derechos económicos y sociales para las mujeres. Ocupó distintos cargos institucionales, así fue regidora en el H. Ayuntamiento del municipio de Puebla, Diputada del Congreso del Estado de Puebla por el XV Distrito con cabecera en Tetela de Ocampo durante la L legislatura y presidenta municipal de Tetela de Ocampo, Puebla. Fue también la primera mujer en ejercer el cargo de la presidencia municipal en Tetela de Ocampo, en la sierra norte del estado de Puebla de 1978 a 1981.
Su nombre está inscrito con letras de oro en el Muro de Honor del Salón de Plenos del H. Congreso del Estado Libre y Soberano de Puebla. Así mismo, en Puebla también, Carmen Caballero Camarillo tiene un monumento en homenaje a su lucha por los derechos de las mujeres.